# Golejewo (województwo mazowieckie)
Golejewo – wieś w Polsce położona w województwie mazowieckim, w powiecie sierpeckim, w gminie Gozdowo. Ma status sołectwa.
| SIMC    | Nazwa     | Rodzaj    |
| ------- | --------- | --------- |
| 0565156 | Czachówko | część wsi |
| 0565162 | Gnaciki   | część wsi |

W latach 1975–1998 miejscowość administracyjnie należała do województwa płockiego.
To tędy przebiegał utwardzony dziś trakt, łączący Płock (stolicę średniowiecznego północnego Mazowsza) z Sierpcem i północnymi dzielnicami. Była to ważna droga dla rycerstwa polskiego zmierzającego w kierunku ziemi chełmińskiej na potyczki z Krzyżakami. W opowiadaniach mieszkańców pojawia się wątek kamiennej karczmy, sytuowanej przy drodze, która jeszcze do połowy XVIII wieku miała służyć przejezdnym gościną. Nie zachowały się znaczące ślady z tego miejsca.
We wsi znajduje się niefunkcjonująca już remiza Ochotniczej Straży Pożarnej której załoga mogła poszczycić się w czasie świetności regionalnych OSP (I poł. XX w.) najlepszymi wynikami w lokalnych zawodach pożarniczych. W skład wyposażenia jednostki wchodził zabytkowy konny wóz strażacki, eksponowany dziś przed budynkiem remizy w Gozdowie. Do lat 80. XX w. funkcjonowała tu także szkoła podstawowa, zamknięta z uwagi na brak dostatecznej liczby uczniów. Przez wieś otoczoną niewielkimi lasami przepływa rzeczka Wierzbica (Dopływ Skrwy Prawej, dorzecze Wisły).
Na krajobrazie Golejewa i okolic nieodwracalne piętno wycisnęła budowa w 1981 roku linii elektroenergetycznej wysokiego napięcia (400 kV). Inwestycja przecięła malownicze pasmo pagórków otaczające wieś, wycince poddano wiele wiekowych drzew otaczających rzekę Wierzbicę i zespół gospodarczo-parkowy położony w centralnej części wsi.